# Sémiramis

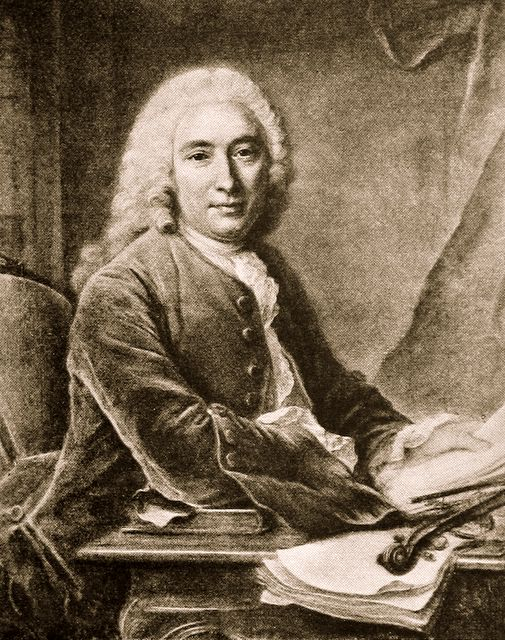
André Cardinal Destouches

Sémiramis är en opera med musik av den franske tonsättaren André Cardinal Destouches. Den hade premiär den 4 december 1718 på Académie Royale de Musique (Parisoperan). Operan är i form av en tragédie en musique i en prolog och fem akter. Librettot skrevs av Pierre-Charles Roy.